# Арапски хладни рат
Арапски хладни рат (арап. الحرب العربية الباردة) је било политичко ривалство у арапском свету од раних 1950-их до касних 1970-их и део ширег Хладног рата. Општеприхваћено је да је почетак арапског хладног рата обележен Египатском револуцијом 1952. године, која је довела до тога да Гамал Абдел Насер постане председник Египта 1956. године. Након тога, новоформиране арапске републике, инспирисане револуционарним секуларним национализмом и Насеровим Египтом, упустиле су се у политичка ривалства са конзервативним традиционалним арапским монархијама, под утицајем Саудијске Арабије. Иранска револуција из 1979. године и долазак Рухолаха Хомеинија на власт у Ирану се сматрају крајем овог периода унутрашњих сукоба и ривалства. Уследила је нова ера арапско-иранских тензија, која је засенила горчину унутарарапских сукоба.
Насер је заступао секуларни панарапски национализам и социјализам као одговор на уочену саучесништво арапских монархија у западном мешању у арапски свет. Такође се противио подршци монархија рентијеризму и исламизму. Касније је Насер прихватио палестински покрет, иако у оквиру панарабизма. Након политичке победе Египта у Суецкој кризи 1956. године, познатој у арапском свету као Тројна агресија, Насер и његова идеологија брзо су стекли подршку у другим арапским земљама, од Ирака на истоку, до Алжира под француском окупацијом на западу. У неколико арапских земаља, као што су Ирак, Северни Јемен и Либија, конзервативни режими су свргнути и замењени револуционарним републиканским владама. У међувремену, арапске земље под западном окупацијом, попут Алжира и Јужног Јемена, доживеле су националистичке устанке усмерене на национално ослобођење. Истовремено, Сирија, која је већ била снажно арапски националистичка, формирала је краткотрајну федералну унију са Египтом под називом Уједињена Арапска Република. Дошло је до још неколико покушаја уједињења арапских држава у различитим конфигурацијама, али сви покушаји су били неуспешни.
Након стицања независности, монархије Саудијске Арабије, Јордана и Марока, као и државе Персијског залива, формирале су савез како би се директно или индиректно супротставиле египатском утицају. Саудијска Арабија и Јордан, раније ривали око супротстављених претензија својих династија, тесно су сарађивали како би подржали ројалистичку фракцију у грађанском рату у Северном Јемену. Сукоб је постао посреднички рат између Египта и Саудијске Арабије након оснивања Насеристичке Јеменске Арапске Републике 1962. године.
Термин „Арапски хладни рат“ први пут је употребио Малколм Х. Кер, амерички политички научник и стручњак за Блиски исток, у својој истоименој књизи из 1965. године и каснијим издањима.
Арапски хладни рат био је повезан са глобалном конфронтацијом између Сједињених Америчких Држава и Совјетског Савеза, јер су Сједињене Државе подржавале конзервативне монархије предвођене Саудијском Арабијом, док је Совјетски Савез подржавао републике предвођене Египтом, које су се придржавале арапског социјализма. То је било упркос сузбијању унутрашњих арапских комунистичких покрета од стране република. Арапски револуционарни националистички републикански покрет подржавао је антиамеричке, антизападне, антиимперијалистичке и антиколонијалне револуционарне покрете ван арапског света, попут Кубанске револуције. Насупрот томе, арапски монархистички покрет је подржавао конзервативне владе у претежно муслиманским земљама као што је Пакистан.
Сматра се да је Арапски хладни рат завршен крајем 1970-их као резултат неколико фактора. Успех државе Израел у Шестодневном рату 1967. године поткопао је стратешку снагу и Египта и Насера. Решење грађанског рата у Северном Јемену, иако посредовано од стране Насера и краља Фајсала из Саудијске Арабије, била је победа за јеменске републиканце које је подржавао Египат. Интензивно египатско-саудијско ривалство драматично је избледело како се пажња усмерила на напоре Египта да ослободи сопствену територију под израелском окупацијом.
Након Насерове смрти 1970. године, Анвар Садат је постао председник и значајно се удаљио од Насерове револуционарне платформе, како на домаћем, тако и на регионалном и међународном плану. Садат је посебно тежио успостављању блиског стратешког партнерства са Саудијском Арабијом под краљем Фејсалом, што је било кључно за успех Египта у првом делу Јомкипурског рата 1973. године. Надовезујући се на ове ране успехе, Садат се потпуно дистанцирао од насеризма окончавши стратешки савез Египта са Совјетским Савезом и уместо тога се сврставши уз Сједињене Државе. Године 1978, преговарао је о мировном споразуму са државом Израел који је захтевао уклањање свих израелских војних лица и досељеника са египатске земље. Садатов мировни споразум није само отуђио насеристе и друге секуларне арапске националисте, већ је и разбеснео исламисте, који су га осудили као отпадника од вере. То је довело до његовог убиства од стране египатског Исламског џихада 1981. године. Египат је суспендован из Арапске лиге, што је довело до његове практичне изолације у региону. У међувремену, исламизам је порастао у популарности, што је кулминирало Иранском револуцијом 1979. године. Ово је учврстило шиитски Иран као регионалну силу посвећену свргавању претежно сунитских влада арапских држава, како републиканских тако и монархијских. Након избијања иранско-ирачког рата почетком 1980-их, Египат, који је још увек био суспендован из Арапске лиге, придружио се Саудијској Арабији у подршци сунитском Ираку против шиитског Ирана. Истовремено, сунитско-шиитски сукоб у другим деловима региона, попут Либана, постао је нови посреднички сукоб између регионалних сила две муслиманске секте.

## Позадина
Године 1956, само су Египат, Сирија, Либан, Тунис и Судан биле републике. Све ове арапске државе су у извесној мери прихватиле арапску националистичку идеологију. Јорданом и Ираком су владале Хашемитске монархије. Мароко, Либија, Саудијска Арабија и Северни Јемен имали су независне династије. Алжир, Јужни Јемен, Оман и Труцијалне државе били су или под француском колонијалном влашћу или под британском окупацијом. Године 1960, Ирак, Тунис, Алжир и Северни Јемен имали су републиканске владе или арапске националистичке устанске групе. У међувремену, Либан је доживљавао кризу између владиних фракција савезника Сједињених Америчких Држава и арапских националистичких фракција савезника Совјетског Савеза и Египта.
Датуми сукоба у овом периоду варирају од извора до извора. Јордански извори датирају почетак Арапског хладног рата у април 1957. године, док палестински извори идентификују период од 1962. до 1967. године као најзначајнији за њих у ширем арапском контексту.

## Историја
Покрет слободних официра је свргнуо краља Фарука током Египатске револуције 1952. године. Предвођени Мухамедом Нагибом и Гамалом Абделом Насером, Слободни официри су спровели програм трансформације Египта смањењем феудализма, окончањем британског утицаја и укидањем монархије и аристократије. Године 1953. успоставили су Египат као републику.
Дана 26. јула 1956. године, Насер је национализовао Суецки канал након што су Велика Британија и Сједињене Државе повукле своју понуду за финансирање изградње Асуанске бране као одговор на нове односе Египта са Совјетским Савезом. Велика Британија и Француска су потом склопиле пакт са Израелом о заједничкој инвазији на Египат, али су биле приморане да попусте у ономе што је постало познато као Суецка криза. Насер је из кризе изашао са великим угледом као „неприкосновени вођа арапског национализма“.
Насер је користио разне политичке алате како би повећао своју видљивост у арапском свету. То је укључивало радио програме попут „Гласа Арапа“ и коришћење политички активних египатских професионалаца, често наставника.
У јулу 1958. године, Хашемитско Краљевство Ирака је свргнуто, монархија је укинута и замењена арапском националистичком републиком. Као резултат тога, краљ, престолонаследник, премијер и већи део краљевске породице су убијени од стране националистичких револуционара. У то време, снаге које су подржавале Насера и национализам изгледале су као да јачају, док су старије арапске монархије изгледале као да су у опасности. Године 1969, Краљевину Либију под краљем Идрисом срушио је Покрет слободних официра Либије, групу побуњеничких војних официра предвођених пуковником Муамером ел Гадафијем.
У Саудијској Арабији, неки саудијски принчеви (предвођени принцом Талалом бин Абдул Азизом) подржали су Насерову борбу за арапски социјализам због његове популарности. Године 1962, пилот саудијског ваздухопловства је пребегао у Каиро. Године 1965. и 1966. било је знакова немира и субверзије, посебно у региону Саудијске Арабије који производи нафту. Године 1969, саудијска влада је открила насеристичку заверу у којој је учествовало 28 војних официра, 34 официра ваздухопловних снага, девет других војних лица и 27 цивила.
Почетком 1960-их, Насер је послао експедициону војску у Јемен како би подржао антимонархистичке снаге у грађанском рату у Северном Јемену. Јеменске ројалисте су подржавале монархије Саудијске Арабије и Јордана. У децембру 1962. године, египатско ратно ваздухопловство је напало саудијске пограничне градове попут Наџрана.
До краја 1960-их, Насеров углед је опао због политичког неуспеха уније између Египта и Сирије, војних неуспеха у Јемену, где је грађански рат достигао ћорсокак упркос његовој посвећености хиљадама војника да свргну монархисте, а посебно против Израела, где је Египат изгубио Синајско полуострво и претрпео губитак од 10.000 до 15.000 војника у Шестодневном рату. Крајем 1967. године, египатски председник Насер и саудијски министар спољних послова принц Фајсал потписали су споразум. Према споразуму, Насер би повукао 20.000 египатских војника из Јемена, Фајсал би престао да шаље оружје јеменским ројалистима, а три неутралне арапске државе би послале посматраче. 

### Исламски препород
Иако је Краљевина Саудијска Арабија имала мању популацију од Египта, имала је нафтно богатство и углед захваљујући градовима Меки и Медини, два најсветија града ислама. Године 1962, Саудијска Арабија је спонзорисала међународну исламску конференцију у Меки како би искористила ислам као противтежу Насеровом арапском социјализму. То је довело до стварања Муслиманске светске лиге, посвећене ширењу ислама и промоцији исламске солидарности. Лига је била ефикасна у промоцији конзервативног вехабијског ислама и борби против радикалних страних идеологија, попут арапског социјализма, у муслиманском свету.
Исламски препород је ојачао широм арапског света, посебно након Шестодневног рата. Након Насерове смрти 1970. године, његов наследник Анвар Садат је померио фокус на религију и економску либерализацију, даље од арапског национализма и социјализма. Египатски војни слоган „Копно, море и ваздух“ замењен је исламским бојним покличем Алаху Акбар у наводном „разорном“ поразу у Јомкипурском рату. Иако су рат у октобру 1973. покренули Египат и Сирија како би повратили територију коју је Израел заузео 1967. године, према речима француског политиколога Жила Кепела, „прави победници“ рата биле су арапске „земље извознице нафте“. Њихов ембарго према западним савезницима Израела помогао је Сједињеним Америчким Државама да изврше притисак на Израел да ограничи своју контраофанзиву. Политички успех ембарга повећао је углед оних који су га увели. Поред тога, смањење глобалне понуде нафте довело је до раста цене нафте са 3 америчка долара на скоро 12 долара по барелу, што је повећало приходе извозника нафте. Ово је арапским државама извозницама нафте дало доминантан положај у муслиманском свету, са Саудијском Арабијом убедљиво највећим извозником.
У Египту, Муслиманској браћи, које је подржавала Саудијска Арабија, а које је египатска влада потискивала, дозвољено је да објављује месечни часопис, а њихови политички затвореници су постепено ослобађани. Исламисти су преузели контролу над универзитетима, присиљавајући левичарске и панарапске (анти-Садатове) студентске организације да се повуку у илегалу. Крајем 1970-их, Садат је себе описао као „Верника председника“. Забранио је продају већине алкохола и наредио египатској државној телевизији да прекида програме како би емитовао салат (исламски позив на молитву) пет пута дневно и да повећа број верских програма.

## Сукоби Арапског хладног рата
- Државни удар у Египту (1952)
- Алжирски рат за независност
- Грађански рат у Северном Јемену
- Дофарски рат
- Шестодневни рат
- Јордански грађански рат
- Либански грађански рат
- Либијско-египатски рат
- Огаденски рат
- Чадско-либијски сукоб
- Ирачко-ирански рат
- Уједињење Јемена 1990.
- Заливски рат
- Алжирски грађански рат
- Јеменски грађански рат 1994.